# Psiloscelis planipes
Psiloscelis planipes är en skalbaggsart som först beskrevs av J. L. Leconte 1852.  Psiloscelis planipes ingår i släktet Psiloscelis och familjen stumpbaggar. Inga underarter finns listade i Catalogue of Life.